# Andreas Michailidis
Andreas Michailidis (gr. Ανδρέας Μιχαηλίδης; ur. 18 lipca 1988 w Kazachskiej SRR) – grecki zawodnik mieszanych sztuk walki (MMA) wagi półśredniej. Walczył dla takich organizacji jak m.in. Bellator MMA, WFCA, FFC, FNG, Titan FC czy UFC. Obecnie związany z czesko-słowacką organizacją Oktagon MMA, w której jest finalistą turnieju Oktagon Tipsport Gamechanger w wadze półśredniej.

## Życiorys
Michailidis jest pochodzenia pontyjskiego. W wieku 8 lat po przeprowadzce z Kazachstanu do Grecji rozpoczął treningi zapasów i kickboxingu w klubie Malios Team. Kontynuował treningi MMA i brazylijskiego Jiu-Jitsu w klubie Gracie Barra w Grecji, gdzie zdobył czarny pas w BJJ.

## Osiągnięcia

### Mieszane sztuki walki
- European Fight League EFL
  - 2011: Mistrz European Fight League w wadze półciężkiej
- Cage Survivor
  - 2017: Mistrz Cage Survivor w wadze średniej
- Oktagon MMA
  - 2023: Finalista turnieju Oktagon Tipsport Gamechanger w wadze półśredniej

## Lista zawodowych walk w MMA
| Wynik     | Bilans | Przeciwnik (bilans przed walką) | Rozstrzygnięcie                                    | Runda | Czas | Rozgrywki                                      | Data       | Miejsce             | Uwagi                                                                                      |
| --------- | ------ | ------------------------------- | -------------------------------------------------- | ----- | ---- | ---------------------------------------------- | ---------- | ------------------- | ------------------------------------------------------------------------------------------ |
| Przegrana | 17-8   | Mark Hulme (12-3)               | Poddanie (duszenie gilotynowe)                     | 1     | 2:20 | Oktagon 67: Creasey vs. Adamia                 | 22.02.2025 | Trzyniec            | Walka pierwszej rundy turnieju Tipsport Gamechanger 3 w wadze średniej.                    |
| Przegrana | 17-7   | Piotr Wawrzyniak (12-6)         | Decyzja (niejednogłośna)                           | 3     | 5:00 | Oktagon 59: Summer Party                       | 20.07.2024 | Bratysława          |                                                                                            |
| Przegrana | 17-6   | Bojan Veličković (24-12-2)      | Poddanie (duszenie zza pleców)                     | 3     | 3:21 | Oktagon 51: Michailidis vs. Veličković         | 29.12.2023 | Praga               | Finał turnieju Tipsport Gamechanger w kategorii półśredniej. Main Event                    |
| Wygrana   | 17-5   | Louis Glismann (11-2)           | KO (ciosy)                                         | 1     | 0:33 | Oktagon 46: Dalisda vs. Austin                 | 16.09.2023 | Frankfurt nad Menem | Półfinał turnieju Tipsport Gamechanger w kategorii półśredniej                             |
| Wygrana   | 16-5   | Mohamed Grabinski (23-7)        | Poddanie (duszenie trójkątne rękoma)               | 2     | 2:02 | Oktagon 44: Langer vs. Poppeck                 | 17.06.2023 | Oberhausen          | Ćwierćfinał turnieju Tipsport Gamechanger w kategorii półśredniej                          |
| Wygrana   | 15-5   | Leonardo Silva (26-10-1)        | Decyzja (jednogłośna)                              | 3     | 5:00 | Oktagon 40: Tipsport Gamechanger               | 04.03.2023 | Ostrawa             | Pierwsza runda turnieju Tipsport Gamechanger w kategorii półśredniej. Debiut w Oktagon MMA |
| Przegrana | 14-5   | Rinat Fakhretdinov (19-2)       | Decyzja (jednogłośna)                              | 3     | 5:00 | UFC Fight Night: Volkov vs. Rozenstruik        | 04.06.2022 | Las Vegas           | Debiut w kategorii półśredniej                                                             |
| Przegrana | 14-4   | Alex Pereira (3-1)              | TKO (latające kolano i ciosy)                      | 2     | 0:18 | UFC 268                                        | 06.11.2021 | Nowy Jork           |                                                                                            |
| Wygrana   | 14-3   | KB Bhullar (8-1)                | Decyzja (jednogłośna)                              | 3     | 5:00 | UFC on ESPN: Reyes vs. Procházka               | 01.05.2021 | Las Vegas           | Powrót do kategorii średniej                                                               |
| Wygrana   | 13-3   | Modestas Bukauskas (10-2)       | TKO (ciosy łokciami)                               | 1     | 5:00 | UFC on ESPN: Kattar vs. Ige                    | 16.07.2020 | Abu Zabi            | Debiut w UFC                                                                               |
| Wygrana   | 12-3   | Arymarcel Santos (41-38)        | TKO (ciosy pięściami)                              | 1     | 2:13 | Global Legion FC 13                            | 13.12.2019 | Miramar             |                                                                                            |
| Wygrana   | 11-3   | Marcel Fortuna (9-3)            | TKO (kopnięcie okrężne na głowę i ciosy pięściami) | 1     | 4:26 | Titan FC 54                                    | 26.04.2019 | Fort Lauderdale     |                                                                                            |
| Wygrana   | 10-3   | Tomáš Meliš (6-5)               | TKO (ciosy pięściami)                              | 1     | 2:03 | Cage Survivor: The Battle 17                   | 10.12.2017 | Ateny               | Zdobył pas mistrzowski Cage Survivor w wadze średniej. Main Event                          |
| Przegrana | 9-3    | Władimir Mineew (9-1)           | TKO (ciosy pięściami)                              | 3     | 3:11 | Fight Nights Global 71: Mineev vs. Michailidis | 29.07.2017 | Moskwa              |                                                                                            |
| Wygrana   | 9-2    | Evgeny Shalomaev (6-1)          | TKO (ciosy pięściami)                              | 1     | 2:56 | Fight Nights Global 63: Alibekov vs. Khamitov  | 21.04.2017 | Władywostok         |                                                                                            |
| Wygrana   | 8-2    | Borce Talevski (2-1)            | TKO (ciosy pięściami)                              | 1     | 1:25 | Final Fight Championship 28                    | 11.03.2017 | Ateny               |                                                                                            |
| Wygrana   | 7-2    | Ion Pascu (14-5)                | Decyzja (jednogłośna)                              | 3     | 5:00 | Abu Dhabi Warriors 4                           | 24.05.2016 | Abu Zabi            |                                                                                            |
| Wygrana   | 6-2    | Arbi Madaev (2-0)               | TKO (ciosy pięściami)                              | 1     | 2:15 | WFCA 9: Grozny Battle 6                        | 04.10.2015 | Grozny              |                                                                                            |
| Przegrana | 5-2    | Jason Butcher (7-1)             | TKO (ciosy pięściami)                              | 2     | 0:28 | Bellator 128                                   | 10.10.2014 | Thackerville        | Debiut w Bellator MMA                                                                      |
| Wygrana   | 5-1    | Daniel Hernandez (12-9)         | Poddanie (side choke)                              | 1     | 3:59 | KOTC: Slugfest                                 | 05.06.2014 | Highland            |                                                                                            |
| Wygrana   | 4-1    | Panagiotis Stroumpoulis (0-1)   | Poddanie (kimura)                                  | 1     | 2:35 | European Fight League 2                        | 29.05.2011 | Heraklion           | Zdobył pas mistrzowski European Fight League w wadze półciężkiej                           |
| Wygrana   | 3-1    | Manolis Dimitriou (1-0)         | Poddanie (duszenie zza pleców)                     | 2     | 1:35 | European Fight League 2                        | 29.05.2011 | Heraklion           | Półfinał turnieju European Fight League w wadze półciężkiej                                |
| Wygrana   | 2-1    | Panagiotis Stroumpoulis (0-0)   | Poddanie (kimura)                                  | 2     | 1:00 | European Fight League 1                        | 20.03.2011 | Saloniki            |                                                                                            |
| Przegrana | 1-1    | Emil Zahariev (7-3-1)           | TKO                                                | 2     | 3:52 | Maxfight: Warriors 13                          | 21.05.2010 | Sofia               |                                                                                            |
| Wygrana   | 1-0    | Giorgos Skouloudis (0-0)        | TKO (ciosy pięściami)                              | 1     | 1:30 | Spartan Warriors MMA                           | 31.05.2009 | Ateny               | Debiut w zawodowym MMA. Pojedynek w kategorii średniej                                     |